# Wedomartani
Wedomartani is een bestuurslaag in het regentschap Sleman van de provincie Jogjakarta, Indonesië. Wedomartani telt 26.878 inwoners (volkstelling 2010).